# Серијате
Серијате (итал. Seriate) је насеље у Италији у округу Бергамо, региону Ломбардија.
Према процени из 2011. у насељу је живело 23552 становника. Насеље се налази на надморској висини од 243 м.

## Становништво
Према резултатима пописа становништва 2011. у општини је живело 24.336 становника.
| 1931. | 1936. | 1951. | 1961.  | 1971.  | 1981.  | 1991.  | 2001.  | 2011.  |
| ----- | ----- | ----- | ------ | ------ | ------ | ------ | ------ | ------ |
| 7.727 | 8.085 | 9.967 | 12.339 | 16.276 | 18.018 | 19.030 | 20.320 | 24.336 |